# Audes
Audes település Franciaországban, Allier megyében. Lakosainak száma 408 fő (2022. január 1.). Audes La Chapelaude, Chazemais, Nassigny, Reugny és Vaux községekkel határos.

## Népesség
A település népességének változása:
| Lakosok száma | 476  | 470  | 461  | 446  | 447  | 440  | 433  | 424  | 419  | 408  |
|               | 1968 | 1982 | 1990 | 2006 | 2013 | 2015 | 2017 | 2019 | 2020 | 2022 |